# سيريز (أسطورة)

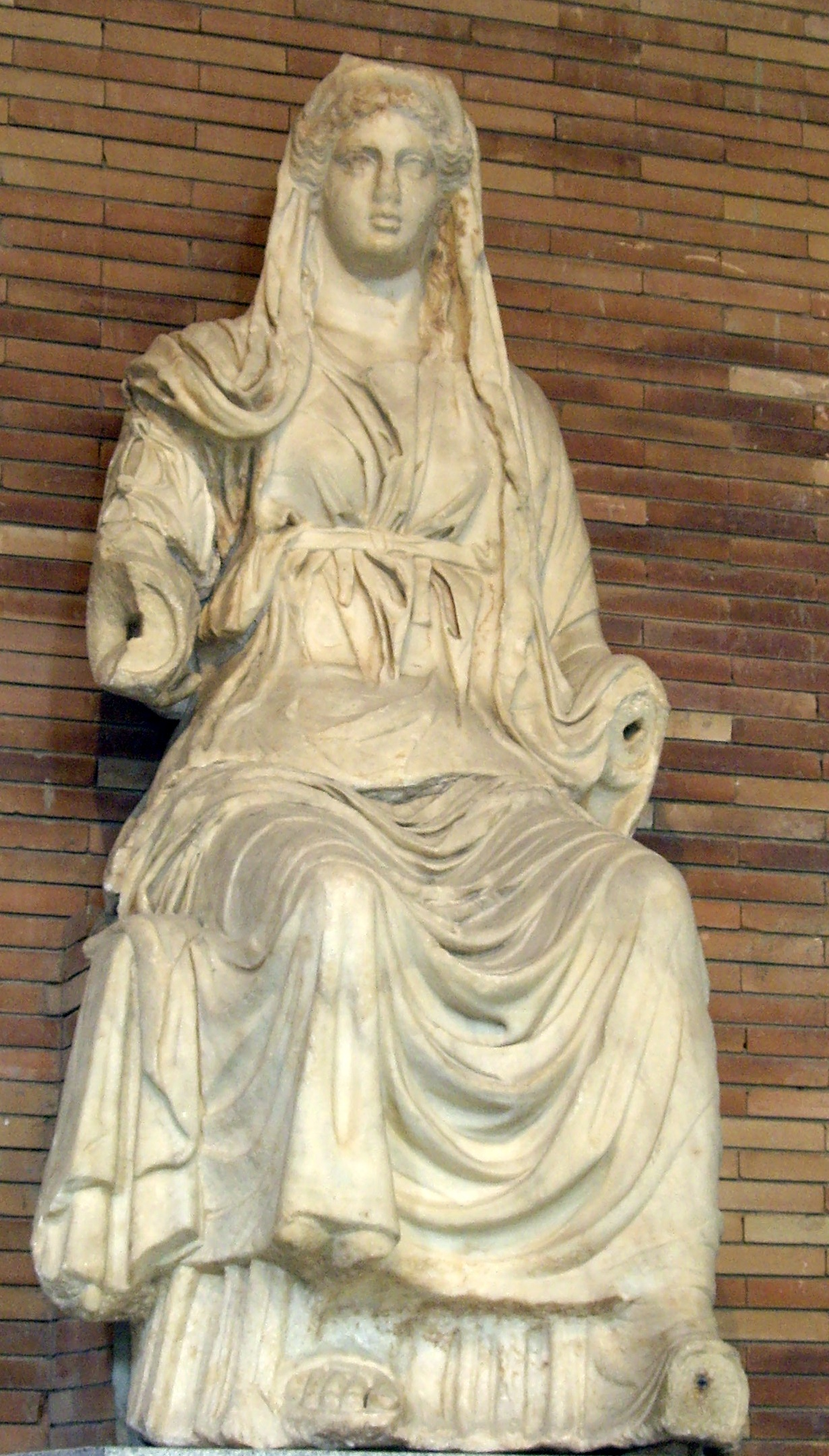
تمثال للإلهة سيرس في ماردة (إسبانيا)

سيريز أو سيرس (بالإنجليزية: Ceres)‏ كانت في الديانة الرومانية القديمة إلهة الزراعة ومحاصيل الحبوب، والخصوبة والعلاقات الأمومية. كانت في الأصل الإلهة الرئيسية في ما يُدعى دهماء أو ثالوث أفنتين في روما، ثم قُرنت بابنتها بروسربينا في ما وصفه الرومانيون على أنه «شعائر سيريز الإغريقية». تضمن مهرجان سيرياليا خاصتها الذي كان يدوم سبعة أيام من أبريل سيريالات لودي (ألعاب سيريز) الشعبية. كانت تُكرم أيضًا في شعائر لوستراتيو الحقول في مهرجان أمبرافاليا، وفي موسم الحصاد، وفي شعائر الزيجات والجنازات الرومانية.
سيريز هي واحدة فقط من العديد من آلهة الزراعة الرومانية المصنفة ضمن قائمة Dii Consentes (ملاحظة من المترجم: قائمة من اثني عشر إلهًا رومانيًا رئيسيًا ستة منها ذكور وستة إناث وضعها الشاعر اينيوس)، وهي المقابل الروماني للأولمبيين الاثنا عشر في الميثولوجيا اليونانية. رآها اليونانيون نظيرةً للإلهة اليونانية ديميتر، التي أعيد تفسير أساطيرها على أنها لسيريز في الفن والأدب الروماني.

## اشتقاقات وأصول
يرجع اسمCerēs  إلى الكلمة الإيطالية الأولية *kerēs («بالحبوب، سيريز»)، وأخيرًا من الكلمة الهندية الأوروبية الأولية *ḱerh₃-os (غذاء)، المبنية من الجذر *ḱerh₃-، الذي يعني «أن تُطعم».
اعتقد علماء أصول الكلام الرومانيون أن كلمة ceres مشتقة من الفعل الروماني gerere، «أن تحمل، أن تولد، أن تنتج»، لأن الإلهة كانت مرتبطة بالزراعة الرعوية، والخصوبة البشرية والزراعية. طوائف سيريز القديمة موثقة بصورة جيدة بين جيران روما في الفترة الملكية، من بينهم اللاتين والأوسكان والسابيليان، وأقل موثوقية بين الإتروسكان والأُومبريبن. يطلب منها نقش فاليسكاني يعود لعام 600 ق.م تقريبًا منح الـ far (قمح الحنطة)، التي كانت غذاء أساسيًا في منطقة البحر المتوسط. على امتداد الحقبة الرومانية، كان اسم سيريز مرادفًا للحبوب، وبالتبعية للخبز.

## الطوائف ومواضيعها

### الخصوبة الزراعية
كان يُعزى اكتشاف قمح الحنطة، وربط نير الثيران والحراثة، والبَذر، وحماية البذرة الصغيرة وتغذيتها، ومَنح عطية الزراعة للبشر إلى سيريز؛ إذ إنه قبل هذا، قيل إن الإنسان كان يقتات على جوز البلوط، ويجوب الأرض دون مسكن أو قوانين. كان لديها القدرة على الإخصاب، ومكاثرة البذرة الحيوانية والبناتية وإخصابها، وحمت قوانينها وطقوسها كل أنشطة الدورة الزراعية. في يناير، كان يُقدم لسيريز قمح حنطة وخنزيرة حُبلى، إلى جانب إلهة الأرض تيرا، في مهرجان فيرياي سيمينتيفاي القابل للنقل. كان هذا المهرجان يُعقد بصورة مؤكدة تقريبًا قبل بَذر الحبوب السنوي. كانت الجزء المخصص للأضحية الإلهية هو الأحشاء المُقدمة في قدر خزفي (أولا). في سياق ريفي، وصف كاتو الأكبر أضحية سيريز على أنها (خنزير، يُقدم قبل البَذر). قبل الحصاد، كان يُقدم لها عينة من الحبوب الناضجة. يحكي أوفيد أن سيريز «ترضى بالقليل، شريطة أن تكون عطاياها كاستا (خالصة).
كان مهرجان سيريز الرئيسي، سيرياليا، يُقام بين منتصف إلى أواخر أبريل. كان ينظمه إيديلاتها من الدهماء وكانوا يُدرجون ضمنه ألعاب سيرك. تُفتتح بسباق خيل في السيرك العظيم، الذي تقع نقطة بدايته أسفل ومقابل معبد الأفنتين خاصتها؛ كانت سارية الالتفاف في نهاية السيرك البعيدة مكرسة للإله كونسوس، وهو إله تخزين الحبوب. بعد السباق، كانت الثعالب تُطلق في السيرك، وتتقد ذيولها بمشاعل مضيئة، ربما لتطهير المحاصيل النامية وحمايتها من الأمراض والآفات، أو لإضافة الدفء والحيوية لنموها. منذ عام 175م، ضم مهرجان سيرياليا أحداثًا مسرحية دينية بين 12 إلى 18 أبريل.